# Yony González
Yony González, né le 11 juillet 1994 à Medellín en Colombie, est un footballeur colombien qui joue au poste d'ailier au Paysandu SC, en prêt de Fluminense FC.

## Biographie

### Envigado
Natif de Medellín en Colombie, Yony González est formé par l'Envigado FC. Il joue son premier match en professionnel à l'âge de 18 ans, le 10 mars 2013, lors d'une rencontre de championnat face à l'Alianza Petrolera. Il entre en jeu et son équipe s'impose sur le score de deux buts à un ce jour-là. C'est contre cette même équipe qu'il inscrit son premier but en professionnel, le 9 novembre 2014, lors d'un match de championnat où l'Envigado s'incline (2-3).

### Fluminense
En fin de contrat avec l'Atlético Junior, Yony González signe librement avec le Fluminense FC, au Brésil où il est présenté officiellement le 8 janvier 2019.

### Benfica Lisbonne
Le 10 janvier 2020 Yony González s'engage librement avec le Benfica Lisbonne pour un contrat le liant avec le club jusqu'en juin 2024.

### Prêts successifs
Le 19 août 2020 Yony González est prêté au Los Angeles Galaxy.
En février 2021 il retourne au Brésil en étant prêté au Ceará SC jusqu'à la fin de l'année,.
Le 6 février 2022, Yony González fait son retour dans son pays natal, au Deportivo Cali, où il est prêté jusqu'à la fin de l'année par Benfica.